# Lista filmów opartych na Biblii

## Biblia - ogólnie
- Fotodrama stworzenia ( Photo-Drama of Creation) – amerykański film z 1914 roku
- Historie biblijne (The Greatest Adventure: Stories from the Bible) – amerykański serial animowany emitowany z w latach 1985–1992
- VeggieTales – cykl filmów i seriali animowanych emitowany od 1993 roku
- Biblia (The Bible) – amerykański miniserial telewizyjny z 2013 roku
- Superksięga (アニメ親子劇場 Anime oyako gekijō) – japoński serial animowany z lat 1981–1983
- Księga Ksiąg (Superbook) – amerykański serial animowany emitowany w latach 2011-2021 (reboot Supergksięgi)

## Stary Testament

### Stary Testament - ogólnie
- Greatest Heroes of the Bible – amerykański miniserial z lat 1978–1979
- Animated Stories from the Bible – amerykański serial animowany z lat 1987-12005
- Na górze i na dole (Bugtime Adventures) – amerykański serial z lat 2004–2006

### Księga Rodzaju

#### Księga Rodzaju - ogólnie
- The Green Pastures  – amerykański film z 1936 roku
- I patriarchi – włoski film z 1964 roku
- Biblia (The Bible: In the Beginning...) – amerykańsko-włoski film  z 1966 roku
- Greatest Heroes of the Bible – amerykański miniserial z lat 1978–1979 (odcinek Tower of Babel, 1979)
- The New Media Bible: Book of Genesis – amerykański film z 1979 roku[1]
- Genezis – od stworzenia do potopu (Genesis: The Creation and the Flood)  – niemiecko-włoski film z 1994 roku
- In the Beginning – amerykański dwuczęściowy miniserial z 2000 roku
- Is Genesis History? – amerykański film z 2017 roku
- Genesis: Paradise Lost – amerykański film dokumentalny z 2017 roku

#### Księga Rodzaju –Adam i Ewa
- Adam and Eve – amerykański film krótkometrażowy z 1912 roku
- Adam wa Hawa – egipski film z 1951 roku
- Owoce rajskich drzew spożywamy (Ovoce stromů rajských jime) – czechosłowacko-belgijski film z 1969 roku (film uwspółcześniony,  surrealistyczny)
- El pecado de Adán y Eva  – meksykański film  z 1969 roku
- Adamo ed Eva, la prima storia d’amore – włosko-hiszpański film z 1983 roku (bardzo swobodna interpretacja)
- Tropico – amerykański film krótkometrażowy z 2013 roku (bardzo swobodna interpretacja)

#### Księga Rodzaju –Potop
- Arka Noego ( Noah's Ark)  – amerykański film z 1928 roku
- Arka Noego  (Father Noah's Ark) – amerykański animowany film krótkometrażowy z 1933 roku
- Arka Noego (Noah's Ark) – amerykański animowany film krótkometrażowy z 1959 roku
- Greatest Heroes of the Bible – amerykański miniserial z lat 1978–1979 (odcinek The Story of Noah, 1978)
- OTrapalhão na Arca de Noé – brazylijski film komediowy z 1983 (parodia)
- La Biblia en pasta  – hiszpański film komediowy z 1984 (parodia)
- Korniki z arki Noego (In der Arche ist der Wurm drin) – niemiecki film animowany z 1988 roku
- Noah (1998) – amerykański film komediowy z 1998 roku
- Arka Noego (Noah's Ark) – amerykański film z 1999 roku
- Przepowiednia żab (La Prophétie des grenouilles) – francuski film animowany z 2003 roku
- Arka Noego (El Arca) – argentyńsko-włoski film animowany z 2007 roku
- Noe: Wybrany przez Boga (Noah) – amerykański film z 2014 roku
- Ups! Arka odpłynęła (Ooops! Noah Is Gone...) – niemiecko-belgijsko-irlandzki film animowany z 2015 roku
- Arka Noego (The Ark) – brytyjski film z 2015 roku
- Arka Noego. Ahoj przygodo! (A Arca de Noé) – brazylijsko-indyjski film animowany z 2024 roku

#### Księga Rodzaju –Abraham
- Abraham (Abraham) – czesko-francusko-niemiecko-amerykańsko-włoski film z 1983 roku
- Young Abraham – amerykański film animowany z 2011 roku
- His Only Son – amerykański film z 2023 roku

#### Księga Rodzaju –Sodoma i Gomora
- Lot in Sodom – amerykański film z 1933 roku
- Sodom and Gomorrah – amerykański film z 1962 roku

#### Księga Rodzaju –Jakub
- Giacobbe, l'uomo che lottò con Dio – włoski film z 1963 roku
- The Story of Jacob and Joseph  – amerykański film z 1974 roku
- Jakub (Jakob) – czesko-francusko-niemiecko-włosko-brytyjsko-amerykansko-holenderski film z 1994 roku
- La Genese  – francuski film z 1999 roku

#### Księga Rodzaju -Józef Egipski
- Joseph in the Land of Egypt –  amerykański film z 1914 roku
- The Story of Joseph and His Brethren – brytyjsko-włosko-jugosłowiański film z 1962
- Józef (Joseph) – niemiecko-amerykańsko-włoski film z 1995 roku
- Slave of Dreams –  amerykański film z 1995 roku
- Józef – władca snów (Joseph: King of Dreams) – amerykański film animowany z 2000 roku
- Józef z Egiptu (José do Egito) – brazylijski miniserial z 2013 roku

### Księga Wyjścia

#### Księga Wyjścia –Mojżesz
- Dziesięcioro przykazań (The Ten Commandments) – amerykański film z 1923 roku
- Dziesięcioro przykazań (I Dieci comandamenti) – włoski film z 1945 roku
- Dziesięcioro przykazań (The Ten Commandments) – amerykański film z 1956 roku
- Mojżesz Prawodawca (Moses the Lawgiver) – włosko-brytyjski film z 1974 roku
- Moses und Aron – niemiecki film z 1975 roku
- Mojżesz  (Moses )  – amerykańsko-włosko-niemiecko-brytyjsko-kanadyjsko-hiszpańsko-francusako-czeski film z 1995 roku
- Książę Egiptu (The Prince of Egypt) – amerykański film animowany z 1998 roku
- Dziesięcioro przykazań (The Ten Commandments)  – amerykański film z 2006 roku
- The Ten Commandments – amerykański film animowany z 2007 roku
- Exodus: Bogowie i królowie (Exodus: Gods and Kings) – amerykański film z 2014 roku
- Dziesięć przykazań – brazylijski miniserial telewizyjny z 2015 roku

#### Księga Wyjścia –Jozue
- Ziemia Obiecana (A Terra Prometida) – brazylijski miniserial telewizyjny z 2016 roku

### Księga Sędziów

#### Księga Sędziów - ogólnie
- Jephtah's Daughter: A Biblical Tragedy – amerykański film krótkometrażowy z 1909 roku
- Gedeon i 300 wojowników (I grandi condottieri) – włoski film z 1965 roku.  Film składa się z dwóch części. Pierwsza opowiada historię Gedeona, a druga historię Samsona.

#### Księga Sędziów -SamsoniDalila
- Samson et Dalila – francuski film krótkometrażowy z 1902 roku
- Samson und Delila – austriacki film z 1922 roku
- Samson i Dalila (Samson and Delilah) – amerykański film z 1949 roku
- Aurat – indyjski film z 1953 roku
- Samson – indyjski film z 1964 roku
- Samson i Dalila (Samson and Delilah) – amerykański film z 1984 roku
- Samson i Dalila (Samson and Delilah) – amerykańsko-włosko-niemiecki film z 1996 roku
- Samson i Dalila  (Sansão e Dalila) – brazylijski miniserial telewizyjny z 2011 roku
- Samson – amerykańsko-południowoafrykański film z 2018 roku

#### Rut
- Historia Rut (The Story of Ruth) – amerykański film z 1960 roku
- Księga Rut (The Book of Ruth: Journey of Faith) – amerykański film z 2009 roku

### Królowie Izraela

#### Dawid
- The Chosen Prince  – amerykański film niemy z 1917 roku
- Dawid i Betszeba (David and Bathsheba)  – amerykański film z 1951 roku
- Dawid i Goliat (David e Golia)  – włoski film z 1960 roku
- A Story of David  – brytyjsko-izraelski film z 1961 roku
- Saul i Dawid (Saul e David) – włosko-hiszpański film z 1964 roku
- The Story of David – amerykański film z 1976 roku
- Król Dawid (King David)  – brytyjsko-amerykański film z 1985 roku
- Dawid (David)  – brytyjsko-niemiecko-włoski film z 1997 roku
- David and Goliath – amerykański film z 2005 roku
- Król Dawid (Rei Davi) – brazylijski miniserial z 2012 roku
- David and Goliath – amerykański film z 2015 roku
- Dawid i Goliat (David and Goliath) – amerykański film z 2016 roku

#### Salomon
- The Queen of Sheba – amerykański film z 1921 roku
- Haring Solomon at Reyna Sheba – filipiński film z 1952 roku
- La regina di Saba – włoski film z 1952 roku
- Salomon i Królowa Saby (Solomon and Sheba) – amerykański film z 1959 roku
- Salomon i królowa Saby (Solomon & Sheba) – amerykański film z 1995 roku
- Salomon (Solomon)  – czesko-francusko-włosko-niemiecko-brytyjski film z 1997 roku

#### Jezebel
- Sins of Jezebel – amerykański film z 1953 roku

### Prorocy
- Jeremiasz (Jeremiah) – amerykańsko-włosko-niemiecki film z 1998 roku
- Wieloryb i piraci  ( Jonah: A VeggieTales Movie)  – amerykański film animowany z 2002 roku ( o proroku Jonaszu)
- Blast and Whisper: Elijah's Story – amerykański film z 2010 roku (o proroku Eliaszu)
- Amazing Love: The Story of Hosea – amerykański film z 2012 roku  (o proroku Ozeaszu)

### Wygnańcy

#### Daniel
- Slaves of Babylon – amerykański film z 1953 roku
- VeggieTales: Rack, Shack & Benny – amerykański film animowany z 1995 roku
- Daniel and the Lions – amerykański film animowany z 2006 roku
- Ksiega Daniela (The Book of Daniel) – amerykański film z 2013 roku

#### Estera
- Estera i król (Ester and the King) – amerykańsko-włoski film z 1960 roku
- The Thirteenth Day: The Story of Esther – amerykański film z 1979 roku
- Estera ( Esther) – niemiecko-amerykańsko-włoski film z 1999 roku
- Esther, the Girl Who Became Queen – amerykański film animowany z 2000 roku
- Jedna noc z królem (One Night with the King) – amerykański film z 2006 roku
- Historia królowej Estery (A História de Ester) – brazylijski miniserial z 2010 roku
- The Book of Esther – amerykański film z 2013 roku

### Księga Judyty
- Judyta z Betulii  (Judith of Bethulia) – amerykański film niemy z 1914 roku

### Machabeusze
- Stary Testament (Il Vecchio testamento)  – włosko-francuski film z 1962 roku

## Nowy Testament

### Nowy Testament - ogólnie
- Latający Dom (Taimu Kyōshitsu: Tondera Hausu no Daibōken) – japoński serial animowany z lat 1982–1983
- The Chosen – amerykański serial telewizyjny emitowany od 2017 roku

### ŻycieJezusa Chrystusa
- Żywot i męka Jezusa Chrystusa (La vie et la passion de Jésus Christ)  – francuski film niemy z 1903 roku
- From the Manger to the Cross – amerykański film niemy z 1912 roku
- Nietolerancja (Intolerance)  – amerykański film niemy z 1916 roku (historia Jezusa jest jednym z czterech wątków filmu)
- Christus – włoski film niemy z 1916 roku
- I.N.R.I. – niemiecki film niemy z 1923 roku
- Król królów (The King of Kings) – amerykański film z 1927 roku
- Golgota (Golgotha) – francuski film z 1935 roku
- The Great Commandment – amerykański film z 1939 roku
- Jesús de Nazareth – meksykański film z 1942 roku
- María Magdalena, pecadora de Magdala – meksykański film z 1946 roku
- El Mártir del Calvario – meksykański film z 1952 roku
- Szata (The Robe) – amerykański film z 1953 roku
- El Beso de Judas – hiszpański film z 1953 roku
- Day of Triumph – amerykański film z 1954 roku
- Król królów (The King of Kings) – amerykański film z 1961 roku
- Poncjusz Piłat ( Ponzio Pilato) – włosko-francuski film z 1962 roku
- Ewangelia według świętego Mateusza (Il Vangelo secondo Matteo) − włosko-francuski film z 1964 roku
- Opowieść wszech czasów (The Greatest Story Ever Told) – amerykański film  z 1965 roku
- El Proceso de Cristo – meksykański film z 1965 roku
- Jesús, el niño Dios – meksykański film z 1969 roku
- Jesús, María y José – meksykański film z 1969 roku
- Wednesday Play: Son of Man – brytyjski film  z 1969 roku
- Jesús, nuestro Señor – meksykański film z 1970 roku
- Godspell – amerykański film  muzyczny z 1973 roku
- Gospel Road: A Story of Jesus – amerykański film  muzyczny z 1973 roku
- Jesus Christ Superstar – amerykański film  muzyczny z 1973 roku
- Mesjasz (Il messia) – włosko-francuski film z 1975 roku
- Jezus z Nazaretu (Jesus of Nazareth) – brytyjsko-włoski miniserial z 1977 roku
- Narodzenie (The Nativity) – amerykański film  z 1978 roku
- Jezus (Jesus) – amerykański film z 1979 roku
- Jesus – der Film – zachodnioniemiecki film z 1986 roku
- La Vida de Nuestro Señor Jesucristo – meksykański film z 1986 roku
- Dziecko zwane Jezus (Un bambino di nome Gesù) – włosko-zachodnioniemiecki film z 1987 roku
- Ostatnie kuszenie Chrystusa (The Last Temptation of Christ) – amerykański film z 1988 roku
- Kristo – filipiński film z 1996 roku
- The Visual Bible: Matthew – amerykańsko-marokańsko-południowoafrykański film z 1997 roku
- Jezus (Jesus) – amerykańsko-czesko-włosko-niemiecki film z 1999 roku
- Spotkanie z Jezusem (The Miracle Maker) – brytyjsko-rosyjski film animowany z 2000 roku
- Opowieść o Zbawicielu (The Visual Bible: Gospel of John) – kanadyjsko-amerykańsko-brytyjski film z 2003 roku
- Pasja (The Passion of the Christ) – amerykański film z 2004 roku
- Syn człowieczy (Son of Man) – południowoafrykański film z 2006 roku
- Kolor krzyża (Color of the Cross) – amerykański film z 2006 roku
- Narodzenie (The Nativity Story) – amerykański film z 2006 roku
- Nowe imperium (L'inchiesta) – włoski film z 2006 roku
- Pasja (The Passion) – brytyjski serial telewizyjny z 2008 roku
- El discípulo – hiszpański film z 2010 roku
- Lew Judy (The Lion of Judah) – amerykańsko-południowoafrykański film animowany z 2011 roku
- Cuda Jezusa (Milagres de Jesus) – brazylijski miniserial telewizyjny z 2014 roku
- Zabić Jezusa (Killing Jesus) – amerykański film z 2015 roku
- Syn Boży (Son of God) – amerykański film z 2014 roku
- The Gospel Of John – amerykańsko-brytyjsko-kanadyjski film z 2014 roku
- Ostatnie dni na pustyni (Last Days in the Desert) – amerykański film z 2015 roku
- Młody Mesjasz (The Young Messiah) – amerykański film z 2016 roku
- Zmartwychwstały (Risen) – amerykański film z 2016 roku
- Pierwsza gwiazdka (The Star) – amerykański film animowany z 2017 roku

### Maria z Nazaretu
- Maria z Nazaretu (Marie de Nazareth)  – francusko-marokańsko-belgijski film z 1995 roku.
- Maria, matka Jezusa ( Mary, mother of Jesus) – amerykański film z 1999 roku.
- Maria z Nazaretu (Maria di Nazaret) – włosko-niemiecki miniserial z 2012 roku.
- Łaski pełna (Full of Grace ) – amerykański film z 2015 roku

### Herod Wielki
- Herod Wielki (Erode il Grande) – włosko-francuski film z 1959 roku

### Maria Magdalena
- María Magdalena, pecadora de Magdala – meksykański film z 1946 roku
- Miecz i krzyż (La spada e la croce) – włoski film z 1958 roku
- Maria Magdalena ( Maria Maddalena) – włosko-niemiecki film z 2000 roku
- Maria Magdalena (Mary Magdalene) – amerykańsko-brytyjsko-australijski film z 2018 roku

### Jan Chrzciciel
- Snapaka Yohannan – indyjski film z 1963 roku

### Salome
- Salome – amerykański film niemy z 1908 roku
- Salome – włoski film niemy z 1910 roku
- Salome – amerykański film niemy z 1918 roku
- Salome – amerykański film niemy z 1923 roku
- Salome – amerykański film z 1953 roku
- Salome – włoski film z 1972 roku
- Salome – hiszpański film z 1978 roku
- Salome – włosko-francuski film z 1986 roku
- Ostatni taniec Salome (Salome's Last Dance) – brytyjsko-amerykański film z 1988 roku
- Salome  – hiszpański film z 2002 roku
- Wilde Salomé  – amerykański film z 2011 roku (dokument fabularyzowany)
- Salome – amerykański film z 2013 roku

### Judasz Iskariota
- El beso de Judas – hiszpański film z 1953 roku
- Neither Are We Enemies  – amerykański film z 1970 roku
- Judasz z Kariothu (Gli Amici di Gesù - Giuda) – włoski film z 2001 roku
- Judasz (Judas) – amerykański film z 2004 roku
- Histoire de Judas (2015) – francuski film z 2015 roku

### Barabasz
- Barabasz – szwedzki film z 1953 roku
- Give Us Barabbas – amerykański film z 1961 roku
- Barabasz – włoski film z 1961 roku
- Barabasz – włosko-amerykański film z 2012 roku

### Przypowieść osynu marnotrawnym
- L’Enfant prodigue – francuski film z 1907 roku
- L’Enfant prodigue – francuski film z 1916 roku
- Syn marnotrawny – amerykański film z 1955 roku

### Życie pierwszychApostołów
- The Big Fisherman – amerykański film z 1959 roku
- Piotr i Paweł (Peter and Paul) – amerykański miniserial z 1981 roku
- Anno Domini (A.D.) – amerykańsko-włoski miniserial z 1985 roku.
- Dzieje Apostolskie  (The Visual Bible: Acts) – amerykański film z 1994 roku
- Święty Paweł (San Paolo)  – czesko-niemiecko-włoski film z 2000 roku
- Przyjaciele Jezusa: Tomasz (Tommaso) – włoski film z 2001 roku
- Biblia. Apokalipsa świętego Jana (San Giovanni - L'apocalisse) – włosko-niemiecko-brytyjsko-francuski film z 2002 roku
- Święty Piotr (San Pietro) – włoski film z 2005 roku
- Apostoł Piotr i Ostatnia Wieczerza (Apostle Peter and the Last Supper) – amerykański film z 2012 roku
- Szaweł – droga do Damaszku (Saul: The Journey to Damascus) – kanadyjsko-maltański film z 2014
- Anno Domini – Biblii ciąg dalszy (A.D.: The Bible Continues) – amerykański serial telewizyjny z 2015 roku
- Paweł, apostoł Chrystusa (Paul, Apostle of Christ) – amerykański film  z 2018 roku

### Kreatywne interpretacje
- Czwarty król (The Fourth Wise Man) – amerykański film z 1985 roku
- Jezus z Montrealu (Jésus de Montréal) – kanadyjsko-francuski film z 1989 roku
- Joshua – amerykański film z 2002 roku
- Maria (Mary) – amerykański film z 2005 roku